# Paulo Maluf
Paulo Salim Maluf (São Paulo, 3 de setembre de 1931) és un empresari, enginyer i polític brasiler d'origen libanès. Membre del Partit Progressista (PP), va ser dues vegades alcalde de São Paulo (1969-71 i 1993-96), Secretari estatal de Transport entre 1971-1974, Governador de l'estat de São Paulo de 1979 a 1982 i Diputat Federal (1983-87 i 2007-18). Fou dos cops candidat a la presidència del Brasil. També va ser President de la Caixa Econômica Federal.

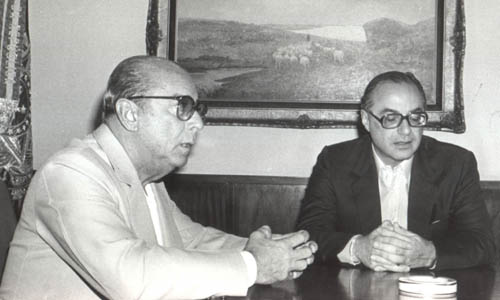
El President de la República João Figueiredo (esq.) amb Paulo Maluf (c. 1980)

És fill de l'immigrant libanés Salim Farah Maluf i la brasilera Maria Estéfano Maluf, una família d'industrials que van invertir en la indústria fustera, fundant l'empresa Eucatex, la més gran del sector a Amèrica Llatina. L'avi matern era Miguel Estéfano, un dels homes més rics de l'Estat de Sao Paulo.
Es va iniciar en política dintre del moviment estudiantil a la Universitat de São Paulo, on va cursar enginyeria civil. Diplomat en 1954, va arribar a superintendent en cap de l'empresa familiar, que era comandada pel seu germà Roberto. Hi va treballar fins al 1967, quan va ser designat president de la Caixa. El 1955 es casà amb Sylvia Lutfalla, amb qui té quatre fills i tretze nets.